# Jordan Webb (Fußballspieler)
Jordan Webb (* 24. März 1988) ist ein kanadischer Fußballspieler.

## Karriere
Jordan Webb stand 2007 bei den Cleveland Internationals unter Vertrag. Der Klub aus Cleveland, einer Stadt im Nordosten des US-Bundesstaates Ohio, spielte in der vierten Liga, der damaligen USL Premier Development League. 2008 wechselte er zu Springfield Demize nach Springfield. Nach einem Jahr ging er nach Kanada, wo er sich Toronto Lynx anschloss. Das Fußballfranchise aus Toronto spielte in der USL Premier Development League. 2010 zog es ihn nach Singapur. Hier nahm ihn Hougang United unter Vertrag. Der Verein spielte in der singapurischen ersten Liga, der S. League. Für Hougang absolvierte er 77 Spiele und schoss dabei 33 Tore. Nach drei Jahren wechselte er Anfang 2013 zum Ligakonkurrenten Home United. Mit Home wurde er 2013 singapurischer Vizemeister. Am 8. November 2013 stand er im Endspiel des Singapore Cups. Hier gewann man mit 4:1 gegen Tanjong Pagar United. Nach 24 Spielen und acht Toren unterschrieb er 2014 einen Vertrag bei den Young Lions. Die Young Lions sind eine U23-Mannschaft, die 2002 gegründet wurde. In der Elf spielen U23-Nationalspieler und auch Perspektivspieler. Ihnen soll die Möglichkeit gegeben werden, Spielpraxis in der ersten Liga zu sammeln. Für die Lions stand er 39-mal auf dem Spielfeld und erzielte dabei 14 Tore. Einen Einjahresvertrag unterschrieb er Anfang 2016 bei den Tampines Rovers. Am Ende der Saison feierte er mit den Rovers die Vizemeisterschaft. 2017 stand er für den Warriors FC auf dem Spielfeld. Sein ehemaliger Verein Tampines Rovers nahm ihn ab 2018 wieder unter Vertrag. Die Vizemeisterschaft erreichte er mit dem Klub 2019. Den Singapore Community Shield gewann er 2020. Das Spiel gegen Hougang United wurde mit 3:0 gewonnen. Für die Rovers absolvierte er 58 Erstligaspiele und schoss dabei 27 Tore. Von Januar 2021 bis Mitte April 2021 war er vertrags- und vereinslos. Am 13. April 2021 kehrte er in seine Heimat zurück. Hier schloss er sich Atlético Ottawa an. Der Verein aus Ottawa spielte in der Canadian Premier League.

## Erfolge
Home United
- S. League

Vizemeister: 2013
- Singapore Cup: 2013

Tampines Rovers
- S. League

Vizemeister: 2016, 2019
- Singapore Community Shield: 2020
- Singapore Cup: 2019